# Mages et Sorciers : Les Contes d'Arcadia
 (septembre 2020).
Si vous disposez d'ouvrages ou d'articles de référence ou si vous connaissez des sites web de qualité traitant du thème abordé ici, merci de compléter l'article en donnant les références utiles à sa vérifiabilité et en les liant à la section « Notes et références ».
Le trio venu d'ailleurs Chasseurs de trolls : Le Réveil des Titans
Mages et Sorciers : Les Contes d'Arcadia (Wizards: Tales of Arcadia) est une série télévisée d'animation américaine en 10 épisodes, créée par Guillermo del Toro et est disponible sur Netflix.
Cette série s'inscrit dans un triptyque : Les Contes d'Arcadia, dont les deux autres volets sont Chasseurs de trolls et  Le Trio venu d'ailleurs et qui s'achève par un long métrage d'animation, Chasseurs de trolls : Le Réveil des Titans, disponible sur Netflix à compter du 21 juillet 2021.

## Synopsis
L'apprenti de Merlin se joint aux héros d'Arcadia dans une aventure défiant le temps à Camelot, où un conflit gronde entre les humains, les trolls et les mondes magiques.

## Fiche technique
Sauf indication contraire, les informations mentionnées dans cette section peuvent être confirmées par la base de données cinématographiques IMDb,  présente dans la section « Liens externes ».
- Titre original : Wizards: Tales of Arcadia
- Titre français :  Mages et Sorciers : Les Contes d'Arcadia
- Création : Guillermo del Toro
- Musique : Jeff Danna et John Fee
- Production : Guillermo del Toro, Marc Guggenheim, Dan Hageman, Kevin Hageman, Christina Steinberg et Rodrigo Blaas
- Sociétés de production : DreamWorks Animation Television et Cha Cha Cha Films (en)
- Pays d'origine :  États-Unis
- Langue originale : anglais
- Genre : série d'animation, fantastique, Heroic Fantasy
- Durée : 23 minutes

## Distribution
- Colin O'Donoghue (VF : Romain Altché) : Hisirdoux « Douxie » Casperan,  l’apprenti de Merlin
- Alfred Molina (VF : Jim Redler) : Archie
- David Bradley (VF : Jean-Claude Donda) : Merlin
- Kay Bess (VF : Claudine Grémy) : Bellroc la sentinelle du feu, un membre de L'Ordre de l'Arcane
- Piotr Michael (VF : Patrick Delage) : Skrael du vent du Nord, un membre de l'Ordre de l'Arcane
- Angel Lin (VF : Kahina Tagherset) : Nari de la forêt éternelle, une ancienne membre de L'Ordre de l'Arcane
- Lena Headey (VF : Guylène Ouvrard) : Morgane la sœur d'Arthur
- James Faulkner (VF : Gérard Darier) : le roi Arthur Pendragon / le Chevalier vert, le frère de Morgane
- John Rhys-Davies (VF : Pascal Casanova) : Messire Galaad
- Rupert Penry-Jones (VF : Laurent Maurel) : Messire Lancelot du Lac
- Stephanie Beatriz (VF : Marie Bouvier) : Callista / Deya la libératrice, la première chasseuses de trolls
- Brian Blessed (VF : Jean-Loup Horwitz) : Charlemagne le dévoreur / Charlie le père d’Archie
- Emile Hirsch (VF : Gauthier Battoue) : Jimmy Dulac
- Lexi Medrano (VF : Alice Taurand) : Claire Nuñez
- Steven Yeun (VF : Thibaut Lacour) : Steve « de l'Abrutil »
- Kelsey Grammer (VF : Philippe Vincent) : Blinky
- Mark Hamill (VF : Frédéric Souterelle) : Dictatious
- Victor Raider-Wexler (VF : Philippe Catoire) : Vendel
- Matthew Waterson (VF : Pierre Tissot) : Draal
- Fred Tatasciore (VF : Michel Vigné et Florian Wormser) : Argh !
- Ron Perlman (VF : Thierry Murzeau) : Bular
- Clancy Brown (VF : Sylvain Lemarié) : Gunmar
- Charlie Saxton (en) (VF : Benjamin Bollen) : Toby Domzalski
- Diego Luna (VF : Benjamin Pascal) : le prince Krel Tarron
- Tom Kenny (VF : Philippe Chaine) : Ricky Ersatz

## Épisodes
1. Comme par magie (Spellbound)
2. Une page d'histoire (History in the Making)
3. Chasse aux sorcières (Witch Hunt)
4. Dame du Lac (Lady of the Lake)
5. Tournoi royal (Battle Royal)
6. Dragonir - 1er partie (Killahead, Part One)
7. Dragonir - 2e partie (Killahead, Part Two)
8. Mage en sous-sol (Wizard Underground)
9. L'Antre du dragon (Dragon's Den)
10. Dernier Acte (Our Final Act)

L'intégralité de la saison est sortie le 7 août 2020.

## Distinctions

### Récompenses
- Annie Awards 2021 : Meilleur doublage dans une série ou production télévisée pour David Bradley (épisode Dernier Acte)
- Kidscreen Awards 2021 : Meilleure nouvelle série
- Daytime Emmy Awards 2021 : Meilleur générique de début d'un programme d’animation pour Francisco Ruiz Velasco, Alfonso Blaas, Yingjue Linda Chen, Brandon Tyra, Greg Lev, Igor Lodeiro, Jonatan Catalan Navarrete

### Nominations
- Annie Awards 2021 : Meilleurs effets spéciaux d'animation dans une série ou production télévisée pour  Greg Lev, Igor Lodeiro, Brandon Tyra, Cui Wei et Ma Xiao (épisode Dragonir, 2e partie)
- Daytime Emmy Awards 2021 : 
  - Meilleur programme d'animation jeunesse pour Guillermo del Toro, Marc Guggenheim, Chad Hammes, Chad Quandt, Aaron Waltke, Lauren Prince
  - Meilleur montage d'un programme d’animation pour John Laus, Jay Fox, Andrew Ramstedt
  - Meilleur mixage et montage sonore d'un programme d’animation pour Otis Van Osten, Carlos Sanches, James Miller, Jason Oliver, Vincent Guisetti, Aran Tanchum
- Golden Reel Awards 2021 : Meilleur montage sonore en animation pour James Miller, Otis Van Osten, Tommy Sarioglou, Aran Tanchum, Carlos Sanches, Jason Oliver et Vincent Guisetti (épisode Comme par magie)

## Analyse
(septembre 2020).
- Si vous ne connaissez pas le sujet, laissez ce bandeau (vous pouvez alors contacter les auteurs).
- Si vous supprimez le contenu mis en cause (vous pouvez préalablement contacter les auteurs),

argumentez précisément cette suppression dans la page de discussion
(un manque de référence n'est pas un argument ; une recherche réelle de référence doit avoir été effectuée, être formellement documentée).

### Clins d’œil avec les autres séries des contes d’Arcadia
- La série débute après la fin du trio venue d’ailleurs quand Archie annonce à Toby, Steve et Argh d’un nouveaux danger.
- Après qu’Arthur a tué sa sœur par accident, Morgane se fait repêcher par Angor Rot qui confesse des mots pour qu’elle repose en paix sans se douter qu’il a repêché sa future maîtresse qui va prendre son âme dans chasseur de trolls.
- Dans Tournoi royal, Steve et Lancelot forme le S, le même S que Steve et Eli font pour Jouer au monstro-tueur dans Chasseurs de trolls et le Trio venu d’ailleurs.
- Avant la bataille de Dagonir, Steve écrit ses dernières volontés Aja s'il venait à mourir.
- Dans le dernier épisode, Douxie envoie en boucle l’ordre de l’Arcane a des endroits du passé comme: la grotte de la dame du lac, le royaume de Gatto, le pays des Tents.

### Faux raccord avecChasseurs de trolls
- Dans Chasseurs de trolls, Merlin montre une projection de la bataille de Dagonir : 
  - on voit Vendel avec sa barbe grise et son gros bâton de couleur rouge alors que dans la série la barbe de Vendel est brune et son bâton est mince de couleur violette.
  - il n’y avait que des trolls alors que dans la série, les  chevaliers de Camelot combattent également.